# Стивън Кунц
Стивън Кунц (на английски: Stephen Coonts) е американски писател на бестселъри в жанра военен техно трилър и приключенска научна фантастика. Писал е и под псевдонима Ив Адамс (Eve Adams).

## Биография и творчество
Стивън Кунц е роден на 19 юли 1946 г. в Бъкханън, Западна Вирджиния, САЩ. През 1968 г. завършва Университета на Западна Вирджиния с бакалавърска степен по политология. След дипломирането си, през 1964 г. влиза във Военноморските сили и учи за пилот. По време на войната във Виетнам пилотира атакуващ самолет A-6 Intruder и служи по време на два курса на самолетоносача USS „Enterprise“ (CVN-68). Има над 1600 летателни часа и за дейността си в армията получава редица отличия, вкл. Кръст за храброст. След края на войната в продължение на две години роботи като инструктор за самолетите А-6, а след това като офицер на самолетоносача USS „Nimitz“.
През 1977 г. напуска активна служба като лейтенант, в периода 1977-1981 г. работи за като шофьор на такси и като полицай. Едновременно учи в Университета на Колорадо и през 1979 г. получава диплома по право. В периода 1981-1986 г. работи като адвокат в Западна Вирджиния и като юрист на голяма нефтена и газова компания. През свободното си време започва да пише романи.
Първият му военен трилър „Полетът на Интрудър“ от поредицата „Джейк Графтън“ е публикуван през 1986 г. Сюжетът на романа е вдъхновен от собствения опит на писателя със самолета А-6 във Виетнам. Романът става много популярен и прекара 28 седмици в списъка на бестселърите на „Ню Йорк Тайм“. През 1991 г. е екранизиран в едноименния блокбъстър с участието на Дани Глоувър, Уилям Дефо и Брад Джонсън.
През 2002 г. е издаден романът му „Летяща чиния“ от едноименната поредица. Главният герой Рип Кантрел намира древен артефакт – летяща чиния в пясъците в Либия и бягайки от преследвачите си с красавицата Чарли Пайн, бивш пилот изпитател от ВВС, прави пътешествие в космоса.
Произведенията на писателя често са в списъците на бестселърите.
В периода 1990-1998 г. е бил попечител на Уеслиън Колидж в Западна Вирджиния. През 2014 г. Университета на Западна Вирджиния му връчва почетна степен „доктор хонорис кауза“ за литературната му дейност.
На 12 април 1995 г. се жени за Дебора Бюел, с която имат един син.
Стивън Кунц живее със семейството си в Лас Вегас, Невада.

## Произведения

### Самостоятелни романи
- Fortunes of War (1998)
- The Garden of Eden (2005) – като Ив Адамс
- Satan's Army (2018)

### Серия „Джейк Графтън“ (Jake Grafton)
1. Flight of the Intruder (1986)
Полетът на Интрудър, изд.: ИК „Прозорец“, София (1995), прев. Маргарита Маринова
2. The Intruders (1994)
Завръщането на Интрудър, изд.: ИК „Прозорец“, София (1997), прев. Йордан Колев
3. Final Flight (1985)
4. The Minotaur (1989)
5. Under Siege (1990)
6. The Red Horseman (1993)
7. Cuba (1998)
8. Hong Kong (2000)
9. America (2001)
10. Liberty (2003)

### Серия „Летяща чиния“ (Saucer)
1. Saucer (2002)
Летяща чиния, изд.: ИК „Бард“, София (2004), прев. Крум Бъчваров
2. The Conquest (2004)
3. Savage Planet (2014)

### Серия „Дийп Блек“ (Deep Black)
1. Deep Black (2003) – с Джим де Фелис
2. Biowar (2004) – с Джим де Фелис
3. Dark Zone (2004) – с Джим де Фелис
4. Payback (2005) – с Джим де Фелис
5. Jihad (2007) – с Джим де Фелис
6. Conspiracy (2008) – с Джим де Фелис
7. Arctic Gold (2009) – с Уилям Кейт младши
8. Sea of Terror (2010) – с Уилям Кейт младши
9. Death Wave (2011) – с Уилям Кейт младши

### Серия „Графтън и Кармелини“ (Grafton and Carmellini)
1. Liars and Thieves (2004) – издаден и като „Wages of Sin“
2. The Traitor (2006)
3. The Assassin (2008)
4. The Disciple (2009)
5. Pirate Alley (2013)
6. The Art of War (2016)
7. Liberty's Last Stand (2016)
8. The Armageddon File (2017)

### Документалистика
- The Cannibal Queen (1992)
- War in the Air (1996)

### Екранизации
- 1991 Полетът на нашественика, Flight of the Intruder